# 黍斑眼球贝
黍斑眼球贝，又稱初雪宝螺，为宝贝科眼球贝属的动物。

## 分佈
本物種分佈於西太平洋，北起日本、韩国、中国大陆的浙江至南沙群岛等地、台湾、菲律宾、马来西亚、新加坡、印度尼西亚、新不列颠、澳大利亚等地。
垂直分布从低潮线附近至水深83米的海底，多生活在潮间带岩石间或在浅海珊瑚礁、岩石底。